# Brachythecium polyoicum
Brachythecium polyoicum är en bladmossart som beskrevs av Mcfarland 1992. Brachythecium polyoicum ingår i släktet gräsmossor, och familjen Brachytheciaceae. Inga underarter finns listade i Catalogue of Life.